# Conan de Man
Ne doit pas être confondu avec Saint Conon.
Saint Conan de Man, ou d’Iona, encore appelé Mochonna, est un moine d’Iona qui évangélisa les Hébrides et l’île de Man au VIIe siècle.
D’après la légende, il fut le précepteur des enfants du roi « Eugène IV d’Écosse », (Eochaid Buide ?) puis fut le maître de saint Fiacre, avant de partir évangéliser l’île de Man. Il en devint évêque, ainsi que des Hébrides méridionales. Il meurt en 684.
Autrefois fêté le 13 janvier, sa fête se situe actuellement le 26 janvier.